# Трояновский, Тадеуш
Тадеуш Ипполит Трояновский (пол. Tadeusz Hipolit Trojanowski; 1 января 1933,Стражов, гмина Мнюв, Келецкий повят, Свентокшиское воеводство, Польша  — 10 февраля 1997, Варшава, Польша) — польский борец вольного стиля, бронзовый призёр Олимпийских игр, семикратный чемпион Польши (1954, 1956 в легчайшем весе, 1957, 1958, 1961, 1965, 1966 в полулёгком весе). Первый представитель Польши, завоевавший олимпийскую награду в борьбе. Заслуженный мастер спорта 

## Биография
Родился в 1933 году в семье священника. В 1951 году случайно увидел выступления борцов в Белянах, где тогда жил и учился в предпоследнем классе школы, и через несколько дней начал заниматься борьбой в клубе AZS. До 1954 года занимался только греко-римской борьбой, но имея сравнительно высокий рост и длинные ноги, переквалифицировался в вольника. В 1954 году стал чемпионом Польши, в 1956 году повторил успех, после чего перешёл в полулёгкий вес. Однако в 1959 году, согнав вес, на чемпионате мира выступал снова в легчайшем весе и остался шестым. В 1960 на Олимпийских играх,  также выступал в легчайшем весе в соревнованиях по вольной борьбе и завоевал бронзовую медаль игр.
См. таблицу турнира.
В 1961 году на чемпионате мира был пятым. 
С 1967 года выступал за клуб LZS. 
В 1958 году окончил Академию спорта в Варшаве со степенью магистра физической культуры. После окончания карьеры с 1968 года работал тренером. В 1979—1985 году тренировал сборную Марокко, в 1994 году — сборную Австрии. Также был судьёй на соревнованиях по борьбе, в том числе на международном уровне. 
Кавалер Золотого креста Заслуги и Серебряной медали  «За заслуги в спорте»  
Умер в 1997 году, похоронен на кладбище в Виланове.